# Leopold I. Berchtold
Leopold I. Berchtold (Leopold I. František Xaver Antonín hrabě Berchtold z Uherčic, 19. července 1759 Stráž nad Nežárkou – 26. července 1809 Smraďavka) byl moravský šlechtic, lékař, cestovatel, filantrop a patří k nejvýraznějším postavám moravských dějin přelomu 18. a 19. století.
Narodil se 19. července 1759 ve Stráži nad Nežárkou jako třetí dítě hraběte Prospera Antonína Berchtolda z Uherčic (1720–1807) a hraběnky Marie Terezie Petřvaldské z Petřvaldu (1727–1768). Studoval práva a filozofii na univerzitě v Olomouci a ve Vídni.

## Cestování
Po studiích se díky dědickému podílu tety Eleonory Petřvaldské mohl vydat na cesty téměř celou Evropou (kromě Skandinávie a Ruska), ale také do Malé Asie a severní Afriky. V Paříži byl přítomen popravě Ludvíka XVI., v Portugalsku zase brojil proti býčím zápasům a v Malé Asii proti přetrvávajícímu otroctví. Na svých cestách se naučil řadu cizích jazyků (německy, španělsky, latinsky, italsky, anglicky, francouzsky, řecky, arabsky, persky, hebrejsky i portugalsky). Po svém návratu publikoval několik etnografických a cestopisných studií, které byly záhy přeloženy do několika jazyků. Celoevropskou proslulost získal Leopold Berchtold členstvím v několika vědeckých společnostech, kde podobně jako jeho přítel starohrabě Hugo František ze Salm–Reifferscheidtu popularizoval výsledky moravského vědeckého bádání. Ze svých cest se na Buchlov vrátil roku 1797 a ještě téhož roku se oženil s Johankou, hraběnkou z Magnisu.

## Filantropická činnost
Zabýval se intenzivně lékařstvím a fenoménem klinické smrti. Patrně ho ovlivnil osud jeho bratra. Tehdy třicetidvouletý František Mořic údajně zemřel na mor a byl pohřben do rodinné hrobky. Nebylo tomu však tak. Po čase, když byla hrobka otevřena, bylo u vstupu nalezeno torzo jeho těla s okousanou paží. Tento zážitek ho provázel jeho celým životem.
Věnoval se šlechtitelství, sadařství, propagoval očkování proti neštovicím, staral se o bezpečnost práce, bezplatně praktikoval lékařskou praxi pro chudé. Začal v obcích zakládat školy a vyhledávat pro ně učitele, podporoval sirotky, v zimě poskytoval jeden vytápěný pokoj na zámku chudým a vyplácel odměny těm, kdo někomu zachránili život.
Jeho zájem o rozšíření sociální a zdravotnické pomoci mnohonásobně překračoval dobové standardy. Hrabě Leopold zpracoval předpisy pro záchrannou službu, nechal zhotovit nástěnné tabule, na nichž podal instrukce k předcházení nemocí nebo negativních následků plynoucích z povolání řemeslníků a dělníků. V jeho pokynech se dočteme o záchraně tonoucích a ošetření ran po kousnutí psem, stejně jako o prevenci moru. Jeho zájmy byly neobyčejně široké a tak vstával v létě ve 4 a v zimě v 5 hodin ráno a vzhůru byl až do půlnoci.
Za napoleonských válek založil hrabě Leopold Berchtold na zámku v Buchlovicích nemocnici, kde byli ošetřováni nejprve vojáci, ale po skončení bojů bezplatně také civilní pacienti. Těch bylo za dobu, co nemocnice na zámku fungovala, přes 1200. Nemocnice byla na svoji dobu velmi moderně vedená, pacienti byli rozděleni nejen podle pohlaví, ale i podle nemocí a společenského postavení. O jejich léčení byla vedena důkladná dokumentace. Rozsáhlá filantropická činnost Berchtoldovu rodinu uvedla do značných dluhů, kdy dokonce hrozil odprodej panství židovskému bankéři Salomonu Rothschildovi.
Za zásluhy o medicínu byl Leopoldovi udělen titul čestného doktora medicíny vídeňské univerzity a roku 1809 byl jmenován inspektorem vojenských nemocnic hradišťského kraje. A právě tato funkce se mu stala osudnou. Při inspekci v nedalekém velehradském lazaretu se nakazil tyfem od francouzského vojáka. Hrabě Leopold umírá 26. července 1809 na loveckém zámečku na Smraďavce u Buchlovic, kde několik posledních let žil a kde roku 1805 založil sirné lázně nesoucí dnes jeho jméno – Leopoldov.

## Rozsah významnosti
Filantropická činnost hraběte Berchtolda, „moravského Howarda“, byla nadšeně oslavována dobovým tiskem po celé habsburské monarchii. Se svým také velmi vzdělaným nevlastním bratrem Bedřichem se podílel na založení Vlasteneckého musea v Čechách (Národního muzea).
František Palacký napsal: „… památka tohoto muže v letopisech mravné vzdělanosti jako hvězda první třídy se skvějící, zasluhuje mezi Slovany, jimiž on náležel, obnovována býti.“

## Statky
- Vlastnil hrad Buchlov, který ale nebyl od roku 1751 trvale obydlen. Proto ho zpřístupnil veřejnosti a umístil sem nějaké z jeho četných sbírek, které zde můžeme vidět dodnes.
- Od roku 1800 vlastnil také výše zmiňovaný zámek Buchlovice, který dočasně předělal na nemocnici.
- Lázně Leopoldov (Smraďavka)